# Таньїдамані

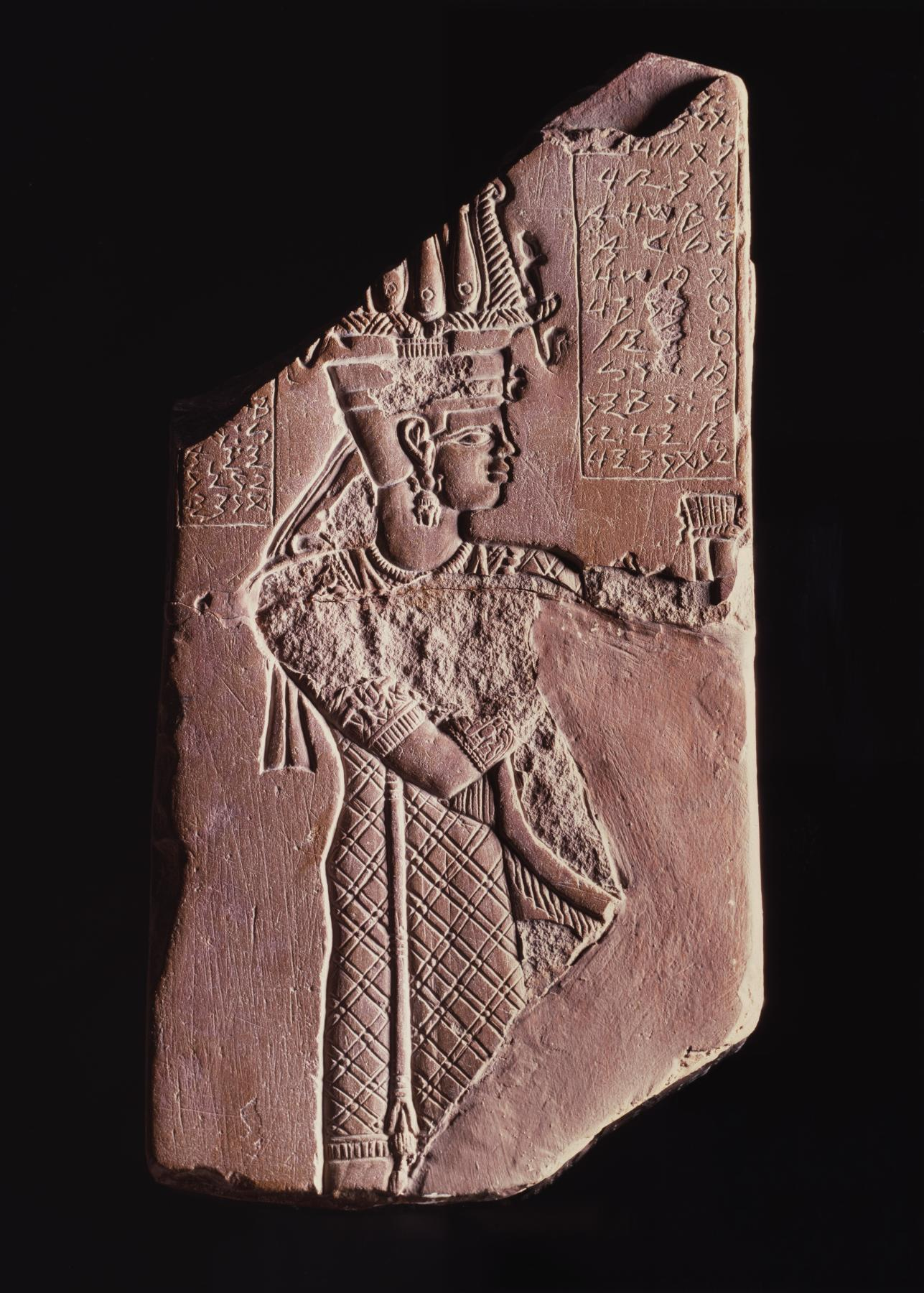
Зображення Таньїдамані

Таньїдамані (Танідамані) (д/н — бл. 100 до н. е.) — цар Куша в 150—100 роках до н. е.

## Життєпис
Ймовірніше онук цариці Шанакдахете. Ймовірно батько помер Таньїдамані ще за життя матері-цариці, або панував нетривалий час. Тому влада дісталася малолітньому Таньїдамані.
Відомості про володарювання обмежені. На бронзовому циліндрі, знайденому у Джебель-Баркал, в ієрогліфах вказано однакове тронне й особисте ім'я — Таньїдімані. На думку дослідників це свідчить про остаточну відмову від давньоєгипетської титулатури. Позначено лише як коре (кушитський аналог фараона).
Він знаний насамперед за великою стеою в Джебель-Баркал. Вона першим і найдавнішим з відомих текстів, складеним мероїтською писемністю. Ще одна менша, червона алевролітова стела була знайдена в храмі Апедемака в Мерое (наразі знаходиться в художньому музеї Волтерс). Ці масштабні пам'ятки свідчать про збереження політично-військовуої та економічної потуги Кушитського царства.
Помер близько 100 року до н. е. Припускається, що його поховано в піраміді № 12 в Мерое. Йому спадкував син або небіж Накрінсан.